# Глиненозелена жаба призрак
Глиненозелените жаби призраци (Heleophryne rosei) са вид земноводни от семейство Призрачни жаби (Heleophrynidae).
Срещат се в много ограничен район при Кейптаун, Южноафриканската република.
Таксонът е описан за пръв път от английския зоолог Джон Хюит през 1925 година.